# Cnemidaster zea
Cnemidaster zea är en sjöstjärneart som först beskrevs av Alcock 1893.  Cnemidaster zea ingår i släktet Cnemidaster och familjen Zoroasteridae. Inga underarter finns listade i Catalogue of Life.